# Kleinrussische Identität

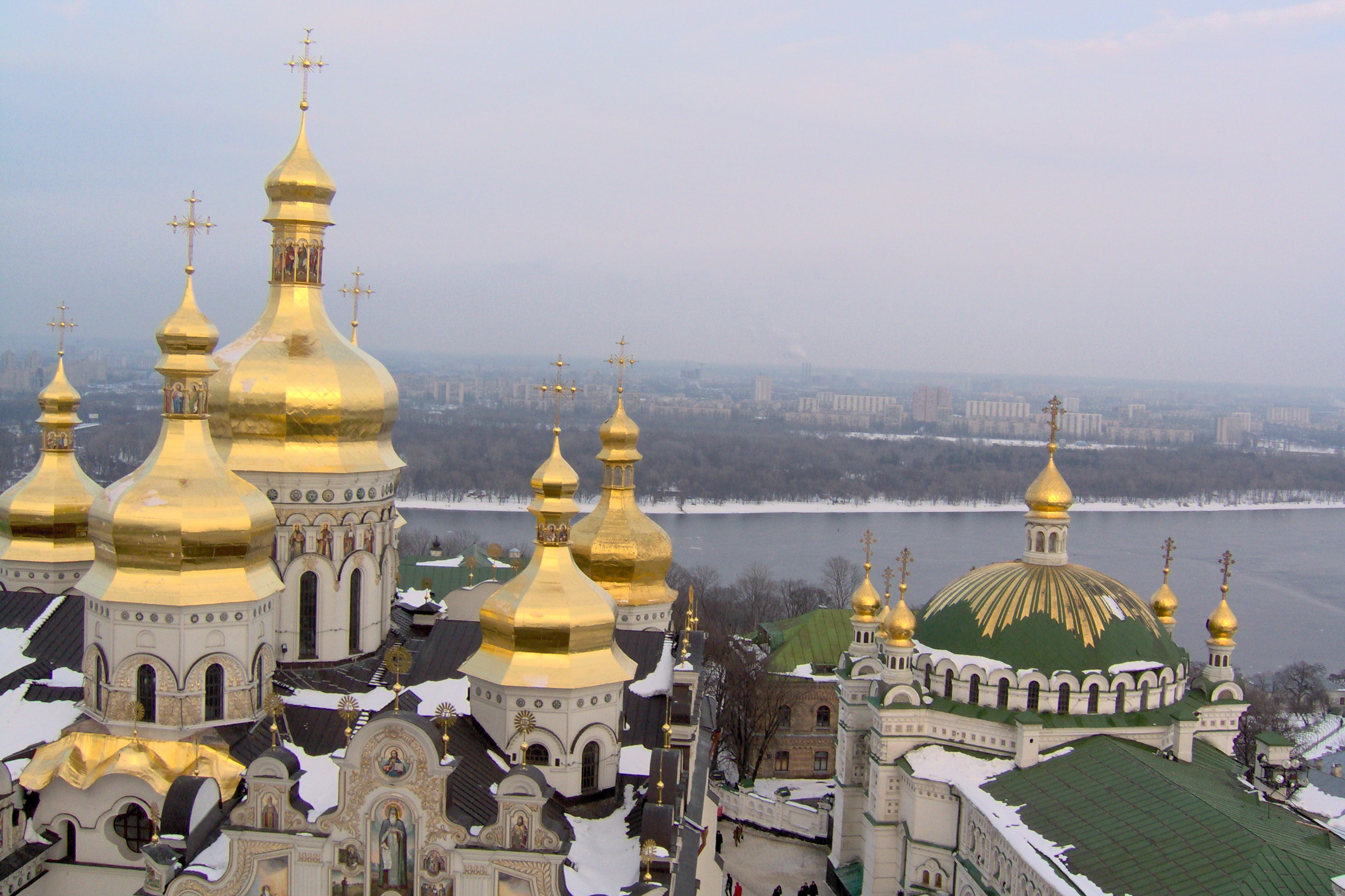
Ansicht des Kiewer Höhlenklosters, dessen Vorsteher und Mönche zu den führenden Ideologen der kleinrussischen Identität und des dreieinigen russischen Volkes zählten

Als kleinrussische Identität wird die kulturelle, politische und ethnische Selbstidentifikation derjenigen Bewohner des als Kleinrussland bezeichneten Gebietes innerhalb der heutigen Ukraine im Russischen Kaiserreich bezeichnet, die sich vormals als ein Bestandteil des dreieinigen russischen Volkes verstanden.
Die kleinrussische Identität begann sich in der Elite des Hetmanats im 17. Jahrhundert herauszubilden. Ein wichtiger Faktor war dabei der Gedanke der Gleichheit der ethnischen und sozialen Rechte und Möglichkeiten, die die kleinrussische Elite im Russischen Reich genießen kann, die ihr im Verbund Polen-Litauens verwehrt worden waren. Im Laufe der folgenden Jahrhunderte entwickelte sich die kleinrussisch-gesamtrussische Identität, die von offizieller Stelle und von der russisch-orthodoxen Kirche gefördert wurde, zur dominierenden nationalen Identität auf dem Gebiet der heutigen Ukraine.
In der zweiten Hälfte des 19. Jahrhunderts entwickelte sich als Gegengewicht dazu die ukrainische Idee. Charakteristische Merkmale des Ukrainertums war die Negierung der kulturellen und ethnischen Verbindungen zu Russland und die politische Orientierung nach Westen, begleitet von der Popularisierung des alternativen Ethnonyms Ukrainer anstelle des offiziellen Begriffs Kleinrussen und des volkstümlichen Russinen oder Ruthenen (русини). Diese politischen Positionen trafen auf den Widerstand derjenigen, die sich weiterhin als Kleinrussen verstanden, und der russischen öffentlichen Meinung.
Grundlegende Kräfteverschiebungen im Konflikt zwischen den beiden Identitätsvarianten wurden von den Ereignissen der Russischen Revolution 1917 ausgelöst. Sie führten zur raschen Entwicklung der ukrainischen nationalen Idee und zum Streben nach Autonomie bis hin zur völligen Loslösung von Russland. Dies war zum einen vom massiven Zustrom der politischen Aktivisten aus dem österreichischen Galizien nach Kiew begünstigt, zum anderen durch die Tatsache, dass die politisch aktiven Träger der kleinrussisch-gesamtrussischen Identität im Verlaufe des Russischen Bürgerkriegs in den Reihen der Weißen Armee vielfach gefallen waren oder emigrieren mussten. Nach dem Ende des Bürgerkrieges wurde die ukrainische Nationenbildung von der bolschewistisch-sowjetischen Führung im Rahmen der Korenisazija und der Ukrainisierung fortgesetzt. Die Begriffe Kleinrussland und Kleinrussen wurden als „ideologisch verwerflich“ verdrängt.

## Entstehung und Entwicklung
Das Gefühl der Zusammengehörigkeit der Rus blieb noch lange nach der mongolischen Invasion und der politischen Spaltung der Rus bestehen. Davon zeugt die geistige und literarische Kultur sowohl ihres östlichen als auch ihres westlichen Teils. Russische Chroniken wiederholten immer wieder die Idee der kirchlichen, historischen und dynastischen Einheit der Rus-Gebiete sowie die Notwendigkeit ihrer politischen Sammlung und Wiedervereinigung. Moralische und politische Rechte fremder Staaten auf russische Gebiete wurden abgelehnt.

Die kleinrussische politische Ideologie entstand zeitgleich mit der Wiederbelebung des byzantinischen Begriffs Kleinrussland am Ende des 16. Jahrhunderts in den Werken der orthodoxen Geistlichen auf dem Gebiet Polen-Litauens, die nach der Kirchenunion von Brest eine literarische Polemik mit den Katholiken und den Unierten führten. Vor dem Hintergrund der rechtlichen, wirtschaftlichen und religiösen Diskriminierung der ostslawischen Bevölkerung, die sich in zahlreichen Aufständen gegen die polnische Herrschaft erhob, gewann die kleinrussische Idee schnell an Zuspruch unter den Bürgern, Kosaken und orthodoxen Bruderschaften. Eine weite Verbreitung fand die Vorstellung vom beschützenden orthodoxen Zaren, der das gesamtrussische Volk gegen das Unrecht der Polen anführt. Das Vorhandensein solcher Stimmungen ermöglichte den Bündnisschluss von Perejaslaw (1654) im Zuge des Chmelnyzkyj-Aufstands und die politische Integration des Hetmanats in das Zarentum Russland.

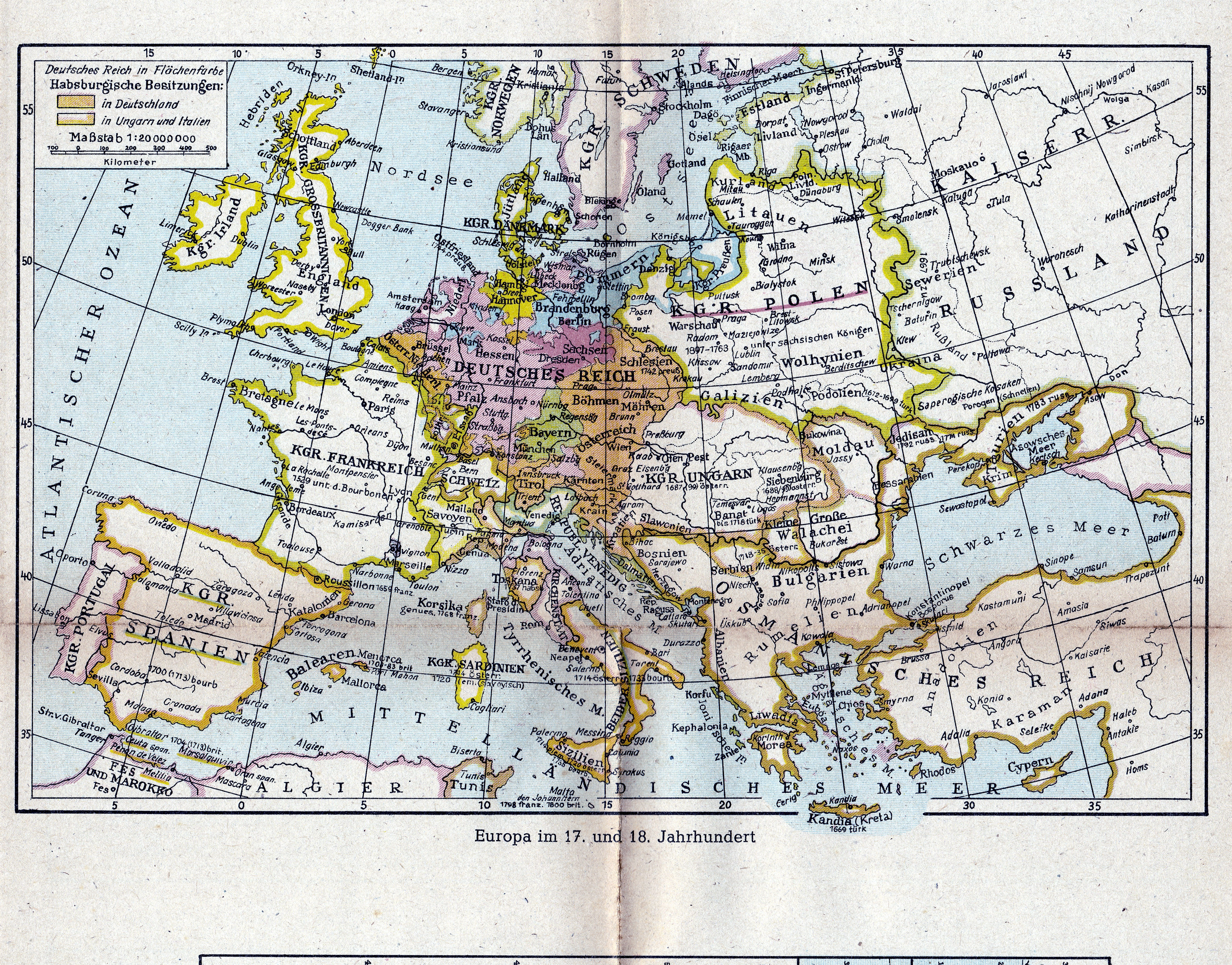
Europa im 17. und 18. Jahrhundert

Die Vereinigungsinitiative wurde nicht von Russland forciert, sondern war von Anfang an kleinrussisch. Nach dem Bündnisschluss entbrannte im Hetmanat ein Bürgerkrieg zwischen den Kräften, die Russland favorisierten, und denen, die eine Verständigung mit Polen anstrebten. Der als „Die Ruine“ bekannte Bürgerkrieg endete mit der Niederlage der propolnischen Fraktion und der endgültigen Festigung der kleinrussischen Identität, die in kirchlichen Kreisen bereits längst verankert war. Ein wichtiger Meilenstein war 1674 die Veröffentlichung der Kiewer Synopsis durch den Archimandriten des Kiewer Höhlenklosters Innozenz Giesel. Darin wurde die dynastische Erbfolge zwischen Kiew und Moskau und die Existenz eines gesamtrussischen Volkes seit den Zeiten der Kiewer Rus beschrieben. Im 18. Jahrhundert war die Synopsis das am meisten verbreitete historische Werk in Russland.

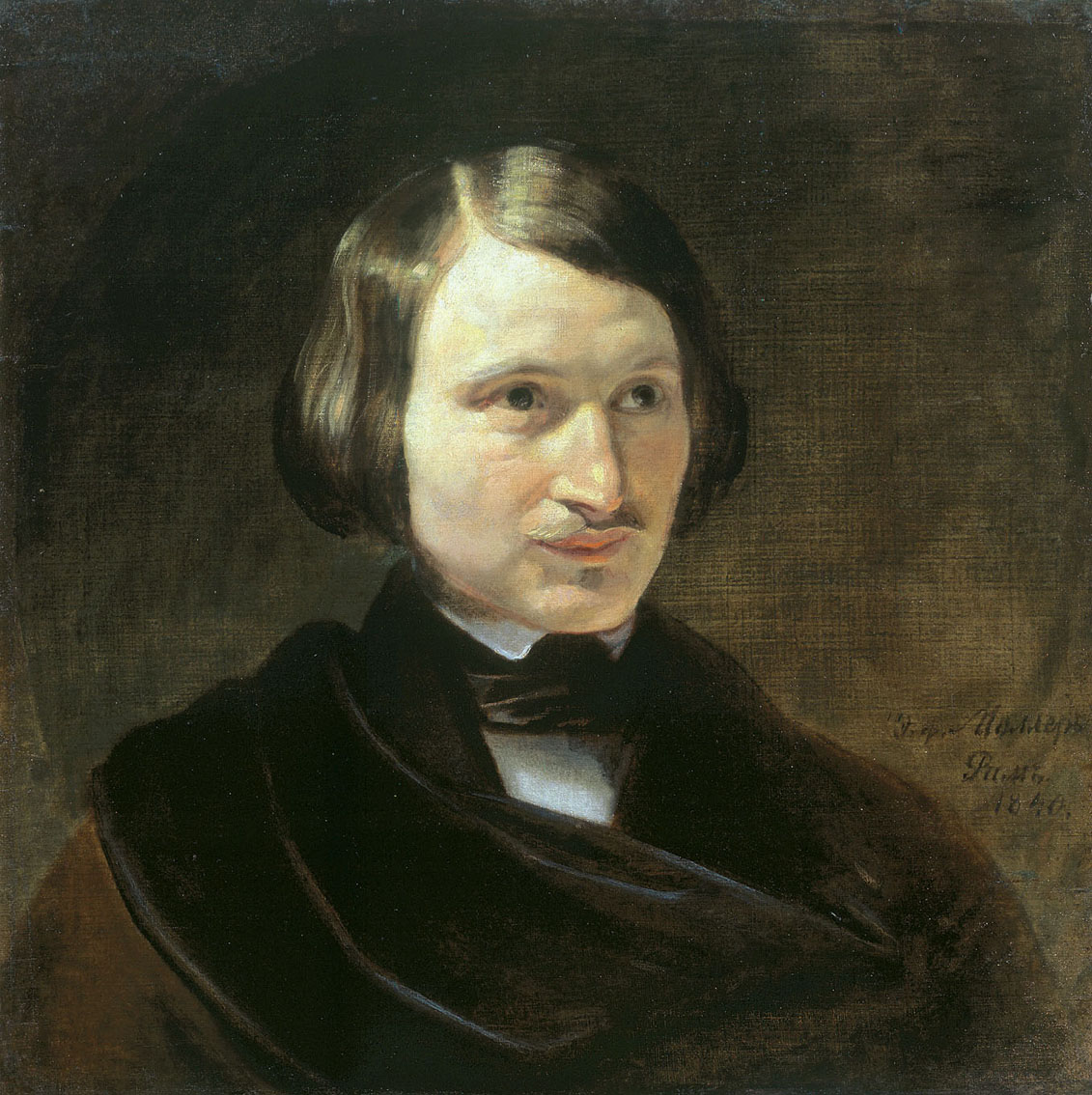
„Wir Kleinrussen und Großrussen brauchen eine gemeinsame Dichtung, eine ruhige, starke und unvergängliche Dichtung der Wahrheit, Güte und Schönheit. Der Kleinrusse und der Großrusse, das sind die Seelen zweier Zwillinge, die einander ergänzen, eng verwandt und gleich stark sind. Es ist unmöglich, der einen auf Kosten der anderen den Vorzug zu geben.“ – Nikolai Gogol

Unter dem Einfluss des gebürtigen Kiewers und Erzbischofs der Russisch-Orthodoxen Kirche Theophan Prokopowitsch wurde das Russische Kaiserreich zum primären Identifikationsobjekt der Kleinrussen, während Kleinrussland als lokale Heimat verstanden wurde, die das Kaiserreich auf gleichberechtigter Basis mit dem ehemaligen Moskauer Staat bildet. Die Kosakenelite suchte nach Wegen zur Legitimierung ihres sozialen Status in der Hierarchie des Russischen Reiches, um in den Genuss von attraktiven Karrieremöglichkeiten zu kommen. Anhänger der kleinrussischen Idee betrachteten das Russische Reich als ihren eigenen Staat, den sie mit den Großrussen gemeinsam aufbauen. Ihre Loyalität speiste sich unter anderem aus langersehnten Siegen über die alten Feinde der südlichen Rus: Polen-Litauen, das Krimkhanat und das Osmanische Reich. Bereits im 18. Jahrhundert belegten zahlreiche Kleinrussen wichtige politische Ämter: Kanzler Alexander Besborodko, Minister für Aufklärung Pjotr Sawadowski, Staatssekretär Dmitri Troschtschinski, Feldmarschall Kirill Rasumowski usw.
Die kleinrussische Identität strebte keine Verwischung der lokalen Besonderheiten an, sofern sie dem aus ihrer Sicht Wichtigsten nicht widersprachen: der Idee der kulturellen und politischen gesamtrussischen Einheit. Träger der kleinrussischen Identität waren nicht der Ansicht, dass sie die Interessen der Kleinrussen den Großrussen opferten oder dass sie ihre Identität zugunsten der großrussischen ablegen sollten.
Die kleinrussische Identität war nicht die einzige Form der Selbstidentifikation, die in Kleinrussland vor dem Auftreten des Ukrainertums existierte. Unter den Anhängern von Hetman Iwan Masepa, der Peter den Großen verriet und zum Schwedenkönig Karl XII. überlief, war der sogenannte Chasarenmythos populär. Er besagte, dass das „Kosakenvolk“ von den alten Chasaren abstamme und daher nicht mit den Russen verwandt sei. Diese Version wurde auch 1710 in der sogenannten Orlyk-Verfassung festgehalten. Am Ende des 18. und zu Beginn des 19. Jahrhunderts waren unter anderem Thesen populär, die im Buch Geschichte der Rus dargelegt wurden. Auch dort wurde die unterschiedliche Herkunft der Klein- und Großrussen propagiert. Trotz aller dieser alternativen Lehren blieb bis zur Russischen Revolution 1917 die Mehrheit der geistlichen, kulturellen und politischen Elite Kleinrusslands Trägerin der kleinrussischen Identität. Sie fügte sich frei und gleichberechtigt in die komplexen und vielschichtigen Strukturen des Russischen Kaiserreichs und später der UdSSR ein.

## Rivalität mit der ukrainischen Idee

### Russisches Kaiserreich

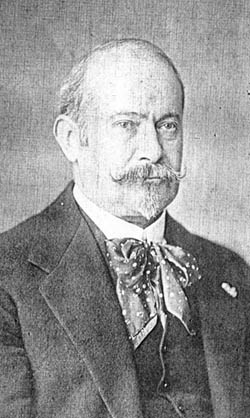
Historiker und Slawist Iwan Linnitschenko, der öffentlich mit Mychajlo Hruschewskyj über die Identität Kleinrusslands polemisierte

In der zweiten Hälfte des 19. Jahrhunderts entstand eine alternative Identitätsrichtung, das Ukrainertum. Die Namensgebung bezog sich auf das Wort Ukraine, welches ursprünglich die Grenzregion bezeichnete, in dem die Saporoger Kosaken siedelten. Das Fundament des Ukrainertums wurde von den Mitgliedern der Bruderschaft der Hl. Kyrill und Method um Nikolai Kostomarow gelegt, die zugleich für linksrevolutionäre Ideen eintraten und die kulturelle Eigenständigkeit der Ukraine betonten.
Einen hohen Zuspruch erfuhr das Ukrainertum mit Unterstützung der lokalen Behörden auf dem Gebiet des österreichisch-ungarischen Königreichs Galizien und Lodomerien, wo ihm jedoch die galizischen Russophilen entgegenstanden. Die Rivalität zwischen der kleinrussischen und der ukrainischen Identität bekam bis zum Ersten Weltkrieg den Charakter eines Kulturkampfes. Der rhetorische Kampf wurde um das kulturelle Erbe Kleinrusslands und die Selbstidentifikation und Zugehörigkeit von vielen Schlüsselfiguren geführt, darunter Taras Schewtschenko. Eine heiße Polemik entbrannte rund um historische Fragen, Personalien und die Interpretation der kleinrussischen bzw. ukrainischen Geschichte. Zu einer der prominentesten Figuren in den Reihen der Separatisten wurde Mychajlo Hruschewskyj, Autor der 10-bändigen Monographie Geschichte der Ukraine-Rus. Er behauptete, die Ukrainer hätten eine von den Russen separate Ethnogenese, und versuchte, eine separate Entwicklung der beiden Völker über den gesamten historischen Zeitraum zu belegen. Seine Ansichten wurden in der russischen Öffentlichkeit und Wissenschaft scharf kritisiert. Einer seiner direktesten Kritiker war der Kiewer Slawist Iwan Linnitschenko, der die Position vertrat, dass die Geschichte der Ukraine und Russlands nicht trennbar sei.

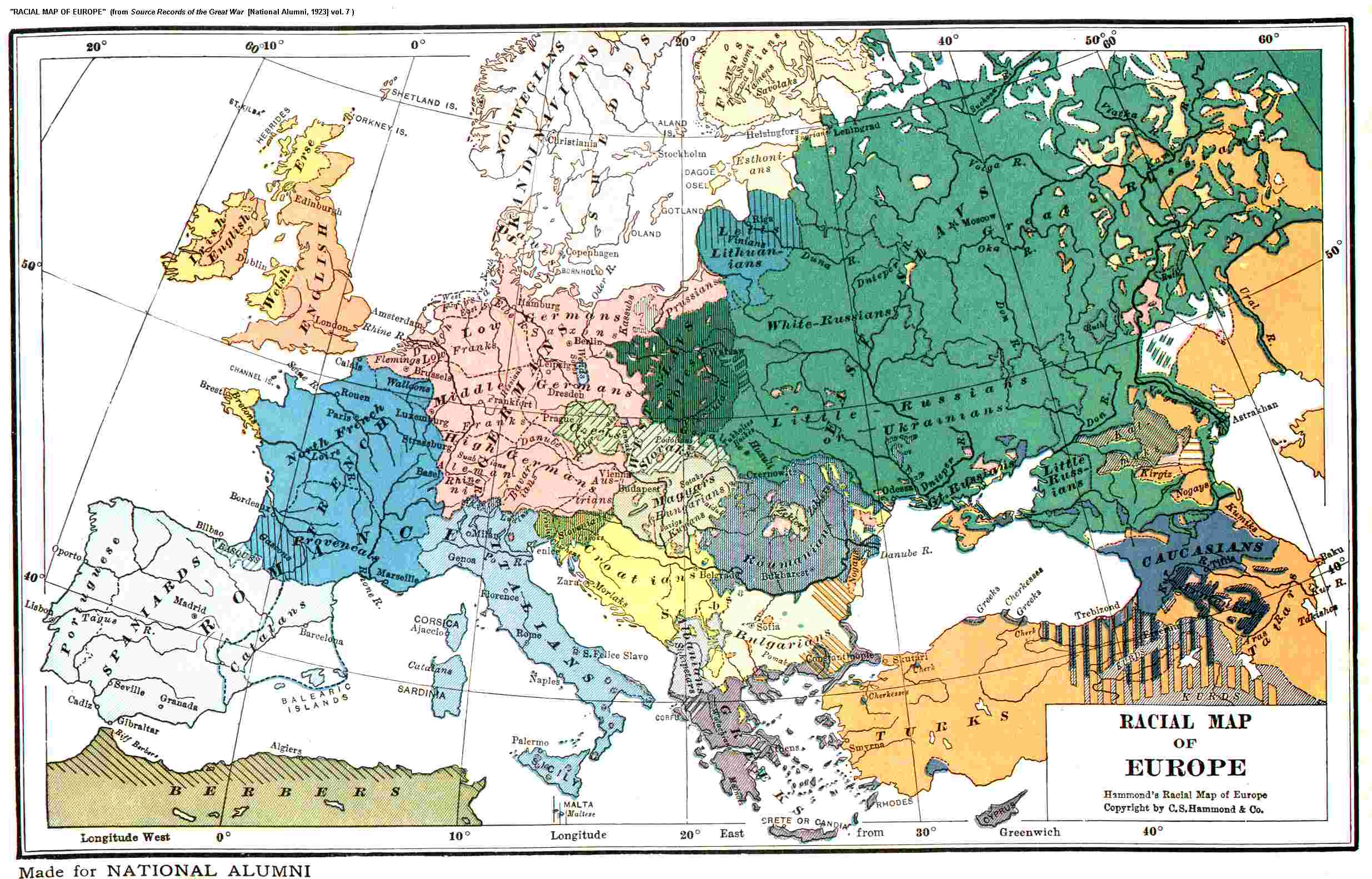
Eine britische ethnische Karte Europas 1923

Auch in der sprachlichen Frage bestand zwischen den „Kleinrussen“ und „Ukrainern“ eine starke Differenz. Während die ersten die russische Literatursprache als eine gemeinsame Schöpfung und geistiges Eigentum von allen drei russischen Teilvölkern betrachteten und von einem kleinrussischen Dialekt sprachen, vertraten die letzteren die Ansicht, dass Ukrainisch eine eigenständige Sprache sei, und setzten alles daran, um sie schnellstmöglich zu standardisieren. Dabei wurde in den fraglichen Fällen das Vokabular eingesetzt, das sich möglichst stark vom russischen unterschied.

### Sowjetunion
In den Revolutionsjahren 1917 bis 1921 blieb die kleinrussische Identität vorherrschend, wurde jedoch mit dem Einsetzen der bolschewistischen Politik der Ukrainisierung (der lokalen Ausprägung der allgemeinen Korenisazija-Politik) für überholt und ungesetzlich erklärt. In den 1920er Jahren betrachteten die bolschewistischen Internationalisten die Ukrainische und die Weißrussische Sozialistische Sowjetrepublik als eine Art Ausstellungspavillons ihrer Nationalitätenpolitik, und hofften damit, die diskriminierte ostslawische Bevölkerung im neu entstandenen Polen auf ihre Seite zu ziehen. Zeitgleich sollte der konservative großrussische Imperialismus geschwächt werden, der von den Weißgardisten im russischen Bürgerkrieg repräsentiert worden war. Die Bolschewisten förderten die endgültige Realisierung und Festigung des ukrainischen Identitätsprojekts. 1926 bekamen die im Rahmen des ersten gesamtsowjetischen Volkszählung tätigen Mitarbeiter die Anweisung, niemanden als Kleinrusse zu registrieren, sondern lediglich als Ukrainer oder Russe. Der Begriff Kleinrusse blieb nur noch in den Reihen der weißen Emigration bestehen.
Obwohl der Begriff Kleinrusse auf Befehl von oberster Stelle dem neuen Ethnonym Ukrainer überall weichen musste und die Konzeption des dreieinigen russischen Volkes durch die Konzeption von drei verschiedenen Völkern ersetzt wurde, blieben Elemente der kleinrussischen Identität weiter bestehen. Ein wesentlicher Grundzug des Ukrainertums wurde von der Sowjetmacht abgelehnt, nämlich die Orientierung nach Westen. Das ukrainische Volk wurde als „Brudervolk“ des russischen betrachtet, und das Streben nach der politischen Einheit mit dem russischen wurde als roter Faden der ukrainischen historischen Entwicklung beschrieben. Auf diese Weise verband die Sowjetideologie Elemente der kleinrussischen und der ukrainischen Identität. Von der letzteren wurden neben der Terminologie auch die Behauptung übernommen, die Ukraine habe in der Epoche des Zarenreiches lediglich den Status einer Kolonie gehabt.